# Mundo (Chile)
Mundo (inicialmente llamado Pacífico Cable, o Mundo Pacífico, y legalmente, Pacífico Cable SpA), es una empresa de telecomunicaciones chilena, siendo una de las primeras en el país sudamericano en ofrecer servicios de Internet, y televisión de paga por fibra óptica.
La empresa se originó en 1990, como un consorcio de empresarios argentinos, quienes inicialmente habían expandido redes de televisión por cable en su país, y que implementaron esta nueva tecnología de fibra hasta la casa en Chile en 2014, ofreciéndola inicialmente de forma experimental, como una alternativa más barata de televisión paga e Internet, siendo junto a Movistar, una de las primeras compañías chilenas en utilizarla, y siendo la primera en implementarla completamente en su red, a partir de 2020. En 2019, la firma Linzor Capital adquirió la empresa, cambiando su nombre, y expandiendo su negocio a la telefonía fija y móvil. Para 2021, la compañía contaba con 630.000 abonados en todo Chile,siendo en 2024 la tercera compañía proveedora de internet con mayor cuota del mercado del país, con 18,4%, solo detrás de VTR y Entel.

## Historia
En 1987, las familias Lozano y Rossetti de Argentina, comenzaron el despliegue de redes de televisión por cable por el país austral, y decidieron continuar su negocio en Chile en 1990, bajo la empresa Pacífico Cable, desde la ciudad de Concepción, logrando cubrir 15 áreas de su zona metropolitana. En 1996, durante la expansión nacional de la compañía VTR Cablexpress, toda la red fue vendida a dicha empresa, quedando tan solo una red de cable en la provincia de Arauco.
En 2014, ya bajo el nombre Mundo Pacífico, la empresa empezó a ofrecer sus servicios de televisión de paga por medio de fibra óptica, además de ofrecer por primera vez Internet por este mismo medio, siendo junto a Movistar, una de las primeras compañías en Chile en utilizar esta tecnología, aunque inicialmente, de forma experimental, y con una cobertura limitada. En 2015, con la llegada del actual gerente general, y uno de los socios de la empresa, el argentino-hispano Enrique Coulembier, se potenció esta tecnología, gracias a la experiencia de Coulembier en la implementación de la misma en España, expandiendo la empresa al resto de Chile,recibiendo la marca un rebranding en 2016.En 2020, la red de Internet de Mundo cierra su transición completa a la tecnología FTTH, de fibra óptica, siendo para enero de 2024, la primera y única operadora en operar completamente a través de esta tecnología.
En septiembre de 2019, la firma Linzor Capital adquirió la empresa, cambiando su nombre a Mundo, y expandiendo su negocio a la telefonía fija y móvil, compitiendo desde entonces con grandes empresas chilenas de la industria como Claro, Movistar y Entel.
Mundo cuenta en su red de televisión con una serie de canales regionales, los cuales varían según el área de cobertura, además de operar varios canales propios a nivel nacional, como Pacífico TV (su canal principal), Goza TV (musical y cultural), Mundo Educativo, Vitalidad TV (dirigido a las personas de la tercera edad), y los canales educativos Puntaje Nacional y Aprendo Libre, destinados a la educación remota de estudiantes de educación básica y media, y para alumnos que se preparan para el proceso de admisión a las universidades chilenas, canales que son operados por la compañía multinacional educativa Aprendo Libre.